# Огненный лис (фильм, 2024)
«Огненный лис» — российский документальный приключенческий фильм Анны и Дмитрия Шпиленков.
Фильм вышел в российский прокат 18 мая.

## Сюжет
Ветер родился самым слабым лисенком в своей семье. Но только он выживает после нападения медведя. Пережив зиму, лис находит любовь — лисицу Лаву. Но весной возвращаются они… Ужас из прошлого приводит Ветра к роковой ошибке. Теперь ради спасения своих детей и возвращения любимой он должен победить свой страх во что бы то ни стало.

## Производство
Съёмки фильма проходили на территории Кроноцкого заповедника на Камчатке и продлились 26 месяцев. Сценаристом фактически выступила природа, так как спланировать поведение животных заранее было невозможно.
Изначально авторы хотели сделать главной героиней фильма Лаву. Затем в течение двух лет они рассматривали на эту роль разных лис, но только не Ветра. Решение сделать Ветра основным персонажем пришло к создателям на третий год съёмок. Они увидели, как сильно он изменился, и насколько эмоциональной получается его история. Благодаря Ветру создателям удалось выйти за грань документального фильма и создать новаторский проект на стыке документальной и художественной форм кино.
За время съёмок было создано 250 терабайт материала. Фильм снят на камеру Red V-Raptor
Главного героя, Ветра, в фильме озвучил известный актёр дубляжа Олег Вирозуб («Властелин колец»).

## Маркетинг
Трейлер фильма был опубликован в сети в начале марта 2024 года. Его офлайн-презентация прошла на Международной выставке-форуме «Россия» месяцем ранее.
Мировая премьера самого фильма состоялась в рамках Московского международного кинофестиваля.
По сюжету фильма в мае 2024 года вышло три книги, в том числе очень красочная детская художественная книга «Огненный лис. Непридуманное приключение». Книги будут представлены на Красной площади (книжный фестиваль) в Москве 6-9 июня в 10-м павильоне.

## Награды и номинации
- 2024 — приз зрительских симпатий 23-го Байкальского международного кинофестиваля «Человек и Природа» имени Валентина Распутина[11].
- 2024 — I Дальневосточная кинопремия в номинации «Лучший полнометражный игровой, неигровой фильм или сериал»[12].
- 2024 — премия «Золотой орел» в номинации «Лучший неигровой фильм»[13].